# Aspirrhina remotor
Aspirrhina remotor är en stekelart som först beskrevs av Walker 1862.  Aspirrhina remotor ingår i släktet Aspirrhina och familjen bredlårsteklar. Inga underarter finns listade.